# Only Tonight: Live from London
Only Tonight: Live from London este primul album video al formației britanică JLS. Discul prezintă filmarea unui spectacol din turneul de promovare al albumului JLS susținut pe data de 4 martie 2010 în Londra, Anglia. Materialul prezintă și o serie de aplicații speciale printre care posibilitatea de a viziona primele patru videoclipuri ale grupului muzical sau difuzarea unui scurt documentar. În timpul recitalului, formația a interpretat atât compoziții proprii, cât și o serie de preluări. Discul, lansat atât în format DVD, cât și în format Blu-ray, a fost lansat pe data de 6 decembrie 2010, la câteva zile de la startul comercializării celui de-al doilea album al grupului — Outta This World.
Materialul Only Tonight: Live from London, s-a bucurat de succes în clasamentele de specialitate din Irlanda și Regatul Unit, unde a câștigat poziții de top 5. În prima regiune discul a debutat pe treapta cu numărul patru în ierarhia oficială din Irlanda, compilată de IRMA, în timp ce în cea de-a doua regiune a intrat pe poziția secundă fiind devansat de DVD-ul Les Miserables — In Concert — 25TH.

## Informații generale
Only Tonight: Live from London reprezintă primul album video al formației, fiind filmat în timpul concertului susținut de JLS pe data de 4 martie 2010, pe scena Hammersmith Apollo din Londra, Anglia, coperta oficială fiind dezvăluită în august 2010. Materialul prezintă atât concertul susținut de grupul muzical în această locație, cât și o serie de aplicații speciale, ele fiind posibilitatea de a urmări un singur interpret al formație în timpul interpretării cântecelor „One Shot” și „Everybody in Love” sau vizionarea videoclipurilor pentru înregistrările „Beat Again”, „Everybody in Love”, „One Shot” și „The Club Is Alive”. De asemenea, albumul video include și un documentar „exclusiv de 25 de minute”, intitulat On Tour and Personal, ce prezintă o serie de aspecte din culisele turneului dar și secvențe dintr-un interviu.
Discul conține atât interpretări ale unor compoziții originale, dar și o serie de preluări, cele mai notabile fiind prezentărilor înregistrărilor „Beat It”, „Don't Stop 'til You Get Enough” și „The Way You Make Me Feel”, aparținând lui Michael Jackson sau „I Want You”, aparținând The Jackson 5. De asemenea, formația a prezentat și versiunea sa a șlagărului „Umbrella” (interpretat inițial de Rihanna) și inclus pe fața B a discului single „Beat Again” dar și „If I Ever Fall in Love” — cântecul cu care grupul s-a prezentat la preselecțiile pentru emisiunea-concurs The X Factor.

## Lansare și promovare

Coperta versiunii distribuite de Play.com.

Materialul a fost filmat în timpul unui spectacol susținut de formație în Hammersmith Apollo din Londra, Anglia, în timpul turneului de promovare al albumului JLS. Albumul video a fost distribuit atât pe suport DVD, cât și în format blu-ray, ambele versiuni fiind disponibile începând cu data de 6 decembrie 2010 atât în Irlanda, cât și în Regatul Unit. Distribuitorul Play.com comercializează și o variantă diferită a discului, ce prezintă o copertă diferită, fiind o caracteristică exclusivă a materialului distribuit prin intermediul acestuia. De asemenea, website-urile Amazon din Canada, sau Japonia au inclus albumul în catalogul produselor comercializabile, sub formă de import. Pentru a promova materialul, website-ul oficial al formației a realizat un concurs în urma căruia urmau a fi oferite două bilete la premiera albumului video Only Tonight: Live from London. Acest eveniment s-a petrecut pe data de 1 decembrie 2010 într-o „locație secretă din Birmingham”, cei patru artiști componenți ai grupului fiind prezenți la fața locului pentru a prezenta discul. Only Tonight: Live from London a fost difuzat anterior de postul de televiziune Channel 4 pe data de 31 octombrie 2010, la ora 11.55 AM, iar mai apoi de 4Music, pe data de 17 noiembrie 2010, la ora 8 PM. De asemenea, alături de vânzarea propriu-zisă a materialului, acesta a fost disponibil și pentru închirieri.

## Ordinea pieselor pe disc
- Sursă:[25]

| Lista cântecelor interpretate în concert 1. „Private” 2. „Heal This Heartbreak” 3. „Kickstart” 4. „Beat Again” 5. „If I Ever Fall in Love” 6. „Crazy for You” 7. „Close to You” 8. „Only Making Love” 9. „I Want You” 10. „Don't Stop 'til You Get Enough” 11. „Beat It” 12. „The Way You Make Me Feel” 13. „One Shot” 14. „Keep You” 15. „Only Tonight” 16. „Umbrella” 17. „Beat Again” 18. „Everybody in Love” | Conținut adițional - Scurtmetraj (imagini din culise + interviu) - „Beat Again” (videoclip) - „Everybody in Love” (videoclip) - „One Shot” (videoclip) - „The Club Is Alive” (videoclip) |

## Prezența în clasamente
Prima apariție în clasamente a albumului video s-a materializat în ierarhia irlandeză, unde a debutat pe locul patru la doar șapte zile de la startul comercializării sale. Poziție unde a rămas și în cea de-a două săptămână de activitate, devansând materialele unor artiști precum Beyoncé, Leonard Cohen, Michael Jackson sau Take That. La câteva zile distanță, discul a debutat pe poziția secundă în clasamentul oficial din Regatul Unit — UK Music Video Chart, fiind devansat de Les Miserables — In Concert — 25TH. Only Tonight: Live from London a devenit un produs popular și în rândul distribuitorilor online, ocupând prima poziție într-o serie de ierarhii ale materialelor video cu caracter muzical din cadrul unor lanțuri de magazine precum Amazon sau HMV, în timp ce în listele compilate de Woolworths.co.uk (Music DVD Chart), discul a intrat în top 10. Materialul a intrat și în clasamentul general al vânzărilor de DVD-uri ale HMV. De asemenea, versiunea produsului distribuită pe suport blu-ray s-a bucurat de succes în listele de vânzări ale aceuiași HMV și ale Woolworths.co.uk. La cinci săptămâni de la debut, Only Tonight: Live from London a avansat până pe treapta cu numărul trei în ierarhia irlandeză, compilată de IRMA, întrecându-și astfel poziția de debut.

## Clasamente
| Țară (clasament)                              | Poziția maximă      | Referință           |
| Clasamente oficiale                           | Clasamente oficiale | Clasamente oficiale |
| --------------------------------------------- | ------------------- | ------------------- |
| Irlanda (IRMA — Top 10 Music DVDs)            | 3                   | [ 9 ]               |
| Regatul Unit (OCC — UK Music Video Chart)     | 2                   | [ 10 ]              |
| Clasamente ale distribuitorilor               |                     |                     |
| Regatul Unit (Amazon UK — DVD Music)          | 1                   | [ 27 ]              |
| Regatul Unit (Amazon UK — DVD Music Concerts) | 1                   | [ 28 ]              |
| Regatul Unit (HMV UK — Music DVDs)            | 1                   | [ 29 ]              |
| Regatul Unit (Woolworths — Music DVD Chart)   | 7                   | [ 30 ]              |

## Personal
- Sursă:[6]

| - Murray Rose (impresar — Epic Records) - Nick Raphael (Epic Records) - Harry Magee (Modest Management) - Richard Griffiths (Modest Management) - Phil McCaughan (Modest Management) - Gina Spencer (afaceri comerciale) - David Turnbull (afaceri comerciale) - Adam Lambert (impresar — turneu) - Karen Ringland (manager de producție) - Beth Honan (producător al spectacolului) - Pete Turner (organizator — scenă) | - Graham Quinn (securitate) - Anthony Carr (inginer) - John „LJ” Evans (inginer) - Stefano Serpagli (tehnician de sunet) - Peter Barnes (LD) - Dave Lee (operator de lumini) - Johnny Harper (tehnician de lumini) - Luke Levitt (tehnician video) - Thomas Levitt (tehnician video) - Holly Day (vestimentație) |

## Datele lansărilor
| Țara         | Data lansării     | Casă de discuri | Format  | Catalog     | Referințe    |
| ------------ | ----------------- | --------------- | ------- | ----------- | ------------ |
| Irlanda      | 6 decembrie, 2010 | Epic Records    | DVD     | 88697757289 | [ 34 ]       |
| Irlanda      | 6 decembrie, 2010 | Epic Records    | Blu-ray | 88697794189 | [ 35 ]       |
| Regatul Unit | 6 decembrie, 2010 | Epic Records    | DVD     | 88697757289 | [ 4 ] [ 36 ] |
| Regatul Unit | 6 decembrie, 2010 | Epic Records    | Blu-ray | 88697794189 | [ 5 ] [ 37 ] |